# 黃于恩
黃于恩（1989年10月31日—），藝名溫妮，出身台灣新竹竹東鎮的主持人、歌手以及舞者。
從大學生了沒出道，2015年加入麥卡貝網路電視旗下網路節目木曜4超玩，2017年時正式升格為木曜4超玩節目主持人，隨著節目走紅，人氣迅速水漲船高，被稱為「國民妹妹」。
2017年至2021年每年皆舉辦個人售票生日音樂會，2020年發行首張EP，2021年發行首張專輯。2020年至2021年與木曜4超玩主持群一同舉辦跨界演唱會，分別與呂士軒和老王樂隊合作歌曲《免睡殿》和《揹》。2022年與魏嘉瑩組成限定組合「魏妮寫詩」，發行實體EP以及單曲。2023年1月錄製台視除夕特別節目第14回《超級巨星紅白藝能大賞》，為生涯首次登上小巨蛋。2023年上半年發行第二張EP《溫式花朵》並展開巡迴演唱會，且於2023年下半年年尾驚喜宣布自己為神秘女團《BOOM!怪物星人》的成員之一，由溫妮、魏嘉瑩、琳誼和郁采真組成的全新女團，發行全創作《BOOM!怪物星人》同名專輯，且由五月天阿信擔任音樂總監。

## 經歷
溫妮出生於新竹縣竹東鎮，小時候父母離異，後跟著母親一起住，高中就讀華岡藝校，升大學後搬去台北與表姊住，大學時曾在服飾店打工以賺取生活費。
亦曾代表國立臺灣藝術大學擔任中天綜合台大學生了沒固定班底而打開知名度，2015年時首度在麥卡貝網路電視木曜4超玩節目登場，後主持過青春好7淘與愛玩客等節目，2017年時成為麥卡貝網路電視木曜4超玩節目固定主持群。目前除固定主持節目外，也經常參與網路與電視節目錄影，且不定期發布翻唱歌曲，在木曜4超玩竄紅後於2020年時開始發行個人EP，2021年時發行首張個人專輯並獲得良好成績，現在主持節目的同時，亦活躍於各大校園與商演。
自出道以來即以「歌手」這職業做為演藝生涯終極目標的溫妮，雖然在這條實現夢想的道路上，一路走來並不容易，但溫妮持續地在音樂及歌唱領域不斷的鍛鍊並精進自己，來累積未來爆發的能量。在前期時以不定期錄製翻唱歌曲影片至網路平台的方式，推出《Beep Beep I'm a SHEEP》、《癡情男子漢》，皆得到200萬以上的點閱率。《青春修煉手冊》，更是突破400萬點閱，且自2017年起每年皆舉辦個人生日音樂會，每年生日音樂會門票皆完售，而2020年和2021年因疫情而改成線上生日音樂會。
2020年開始，溫妮便開始推出個人創作的單曲作品，在做為歌手的夢想上正式踏出一大步。2020年7月27日發行了個人的第一張數位單曲《問你喲》，並於7月24日在Hit FM聯播網上首播，歌曲MV於8月6日在YouTube個人頻道上首播。2020年9月11日發行了與怕胖團合作的第二張數位單曲《朗朗傷口》，其MV於9月25日在YouTube個人頻道上首播。
隔年2021年是溫妮在音樂領域上取得重大躍進的一年，其首張個人專輯《問題少女Wonder Girl》於2021年10月7日14:00的專輯記者會上正式發行，並於同日12:00於蝦皮購物進行實體專輯的預購，裡面收錄全新6首單曲，《如果時間暫停》為其首波主打歌，首張專輯即熱銷，其首批印刷唱片迅速在一週內售罄，加印二刷唱片亦快速完售。
2021年底，與木曜四超玩另五位主持群，一同登上2022台北最HIGH新年城演唱會舞台擔任主持人。
2022年與魏嘉瑩發行期間限定EP《魏妮寫詩》，並於8月21日在台北市西門町聯合醫院昆明院區前舉行現場《魏妮寫詩》慶功簽唱會。同年10月30日、11月19日，於台北、台中兩地的Legacy舉辦兩場「WINNIBAO 個人專場演唱會」，並發行單曲。
2022年底首度以歌手身分站上雲林劍湖山《2023旺兔要飛摩天輪》的年度跨年舞台表演。
2023年的春節受邀登上《超級巨星紅白藝能大賞》的台北小巨蛋舞台表演。2023年初在台北Legacy舉辦專場演唱會。後於2023上半年發行全新創作EP《溫式花朵》，並展開北中南的《溫飾花朵》巡迴演唱會。
於2023年下半年年尾驚喜宣布自己為神秘女團《BOOM!怪物星人》的成員之一，由溫妮、魏嘉瑩、琳誼和郁采真組成的全新女團，發行全創作《BOOM!怪物星人》同名專輯，且由五月天阿信擔任音樂總監。
2023年底與BOOM!怪物星人團員們連趕桃園市《2024桃園星際城》、南投縣《2024星空閃耀》兩場跨年舞台表演。
2024年BOOM!怪物星人展開巡迴音樂祭，前往各城市進行巡迴簽唱會。

## 主持作品

### 主持與擔任固定班底節目
| 開始時間      | 結束時間  | 播出頻道                                   | 節目名稱             | 備註                      |
| ------------- | --------- | ------------------------------------------ | -------------------- | ------------------------- |
| ？            | ？        | 中天綜合台                                 | 大學生了沒           | 代表國立臺灣藝術大學      |
| 2016年1月     | 2016年5月 | 三立台灣台                                 | 青春好7淘            | 和寶媽組成母女檔一起主持  |
| 2016年6月     | ？        | 東方衛視                                   | 加油美少女           |                           |
| 2015年6月18日 | 至今      | 麥卡貝網路電視                             | 木曜4超玩            | 2017年升格主持人          |
| 2017年9月18日 | 2018年    | 三立都會台                                 | 愛玩客               |                           |
| 2017年12月7日 | 2019年    | 播吧、ETtoday東森新聞雲、YouTube、facebook | 韓國阿拉唷           |                           |
| 2024年8月14日 | 2024年    | Youtube                                    | 萌寵明星出乃玩第四季 | 10/6起，TVBS、Netflix播出 |

## 影視作品

### 微電影
- 2014年6月27日 uni微電影《現在。有你真好》黃于恩/黃星瀚
- 2017年1月11日 uni微電影《致你。致青春》黃于恩/簡愷蒂

### 劇集
- 2024年 Netflix《正港分局》飾 黃小茵

## MV出演
- 2020年
  - 個人數位單曲《問你喲》MV
  - 合作數位單曲《朗朗傷口》 Feat.怕胖團
  - 個人數位單曲《未完成》MV
  - 團體專輯《Rising》主打歌《Bring you to life》現場版MV Feat.黃明志、邰智源、林柏昇、謝坤達、泱泱、阿部瑪利亞
  - 團體專輯《Rising》單曲《免睡殿》現場版MV Feat.呂士軒
- 2021年
  - 擔任黃氏兄弟新單曲《世界再大你擁有我》女主角
  - 首張個人專輯《問題少女Wonder Girl》主打歌曲《如果時間暫停(Freeze Time)》
  - 首張個人專輯《問題少女Wonder Girl》的熱門歌曲《我不知道你知不知道我知不知道你》林柏昇、昌璟翔客串
  - 首張個人專輯《問題少女Wonder Girl》單曲《Shinng star》Feat.泱泱、阿部瑪利亞
  - 團體專輯《Awakening》單曲《揹》現場版MV Feat.老王樂隊
- 2022年
  - 首張個人專輯《問題少女Wonder Girl》單曲《我》字幕版MV
  - 溫妮與李晉瑋的合作單曲《派對》MV
  - 溫妮與魏嘉瑩、閻奕格、琳誼合作現場版MV《喜歡我吧》
  - 溫妮與魏嘉瑩合作EP《魏妮寫詩》歌曲《為你寫詩》MV
  - 溫妮與魏嘉瑩合作EP《魏妮寫詩》歌曲《傻呼呼》MV
  - 溫妮與魏嘉瑩、閻奕格、琳誼合作現場版MV《愛要坦蕩蕩》
  - 個人數位單曲《灰色定格》MV魏嘉瑩客串
  - 個人數位單曲《不想理你 D.C.A.Y》MV恐龍的皮客串
  - 為遊戲《我的御劍日記》製作主題曲《不走尋常路》並拍攝MV
  - 個人單曲《矮還愛》MV魏嘉瑩客串
- 2023年
  - 迷你專輯《溫式花朵》第一主打歌曲《不想努力》MV
  - 迷你專輯《溫式花朵》第二主打歌曲《只是普通人》MV
  - 迷你專輯《溫式花朵》第三部曲《哭吧》MV Feat.陳瑋薇
  - 全創作同名專輯《BOOM!怪物星人》主打歌曲《Boom! 怪物星人》MV Feat.五月天阿信
  - BOOM!怪物星人專輯歌曲《人生就是一場遊戲》現場版MV
  - BOOM!怪物星人專輯主打歌曲《BOOM!怪物星人》弦樂版MV
  - BOOM!怪物星人專輯人氣歌曲《Still love you依然愛著》MV
  - BOOM!怪物星人專輯主打歌曲《BOOM!怪物星人》RnB慵懶版MV
  - BOOM!怪物星人專輯人氣歌曲《Still love you依然愛著》聖誕版MV
  - BOOM!怪物星人專輯歌曲《You'll be there你會在》MV
- 2024年
  - BOOM!怪物星人專輯歌曲《InstaGirl讓自己成為自己》MV
  - BOOM!怪物星人專輯歌曲《ReBorn重生》MV
  - BOOM!怪物星人全新單曲《拍謝啦Sorry La》MV(亦為知名台劇我的婆婆怎麼那麼可愛續集我的婆婆怎麼那麼可愛2的片頭曲) Feat.鍾欣凌)
  - BOOM!怪物星人全新單曲《我不可一世的輕狂》MV(亦為台劇你好，我是接體員的主題曲)

## 音樂作品

### 數位音樂
- 2019年9月27日  網路合作單曲《菜歌》黃于恩 Feat.蔡哥
- 2020年7月24日  個人數位單曲《問你喲》黃于恩 於各大平台數位上架
- 2020年9月11日  合作數位單曲《朗朗傷口》黃于恩 Feat.怕胖團於各大平台數位上架
- 2020年11月1日  個人數位單曲《未完成》黃于恩
- 2021年9月10日  首張個人專輯《問題少女Wonder Girl》的首波單曲《Hold On, Don't Let Go!》於各大平台數位上架
- 2021年10月7日  首張個人專輯《問題少女Wonder Girl》的主打歌曲《如果時間暫停(Freeze Time)》於各大平台數位上架
- 2021年10月24日 首張個人專輯《問題少女Wonder Girl》的熱門歌曲《我不知道你知不知道我知不知道你》於各大平台數位上架
- 2021年10月28日 首張個人專輯《問題少女Wonder Girl》數位發行
- 2022年5月20日  合作數位單曲《派對》溫妮 Feat.李晉瑋於各大平台數位上架
- 2022年7月8日   與魏嘉瑩合作推出《魏妮寫詩》EP並於各大數位平台上架
- 2022年7月29日  《魏妮寫詩》EP實體發行
- 2022年9月2日   溫妮與魏嘉瑩、閻奕格、琳誼合作COVER歌曲《愛要坦蕩蕩》於各大平台數位上架
- 2022年10月2日  個人數位單曲《灰色定格》黃于恩 於各大數位平台上架
- 2022年10月31日 個人數位單曲《不想理你 D.C.A.Y》黃于恩於各大數位平台上架
- 2023年1月17日  個人數位單曲《矮還愛》黃于恩於各大數位平台上架
- 2023年2月27日  與樂團芒果醬合作推出全新單曲《胖起來》於各大數位平台上架
- 2023年3月21日  迷你專輯《溫式花朵》歌曲《不想努力》黃于恩於街聲搶先上架
- 2023年3月31日  迷你專輯《溫式花朵》歌曲《不想努力》黃于恩於各大數位平台上架
- 2023年4月14日  迷你專輯《溫式花朵》第二主打《只是普通人》黃于恩於街聲搶先上架
- 2023年4月15日  迷你專輯《溫式花朵》第二主打《只是普通人》黃于恩於各大數位平台上架
- 2023年4月28日  迷你專輯《溫式花朵》第三部曲《哭吧》黃于恩於街聲搶先上架
- 2023年4月29日  迷你專輯《溫式花朵》第三部曲《哭吧》黃于恩於各大數位平台上架
- 2023年9月15日  全創作同名專輯《BOOM!怪物星人》歌曲《人生就是一場遊戲》於各大數位平台上架
- 2023年9月22日  全創作同名專輯《BOOM!怪物星人》歌曲《是不是又欠揍了 I'm your Queen》於各大數位平台上架
- 2023年9月29日  全創作同名專輯《BOOM!怪物星人》歌曲《Beautiful day》於各大數位平台上架
- 2023年10月6日  全創作同名專輯《BOOM!怪物星人》歌曲《SHA LA LA蝦啦啦》於各大數位平台上架
- 2023年10月13日  全創作同名專輯《BOOM!怪物星人》十首歌曲全數上架
- 2024年2月29日  全創作同名專輯《BOOM!怪物星人》歌曲改編《ReBorn重生(酷黑搖滾版)》於各大數位平台上架
- 2024年2月29日  全創作同名專輯《BOOM!怪物星人》歌曲改編《ReBorn重生(炙紅舞曲版)》於各大數位平台上架
- 2024年2月29日  全創作同名專輯《BOOM!怪物星人》歌曲改編《ReBorn重生(Instrumental)》於各大數位平台上架
- 2024年5月3日  BOOM!怪物星人全新單曲《拍謝啦Sorry La》於各大數位平台上架
- 2024年8月23日  BOOM!怪物星人全新單曲《我不可一世的輕狂》於各大數位平台上架
- 2024年9月13日  BOOM!怪物星人一週年紀念專輯《還記得那天 怪星週年誌#01》於各大數位平台上架

### 實體正規專輯/EP
| ★         | 專輯/EP資料                                                                         | 專輯/EP曲目列表 |
| --------- | ----------------------------------------------------------------------------------- | --- |
| 作品 1 號 | 《問題少女Wonder Girl》 - 發行日期：2021年10月28日 - 唱片公司：樂購蝦皮             | 1. 如果時間暫停 2. 我不知道你知不知道我知不知道你 3. Shining Star 4. 就這樣好嗎? 5. 我 6. Hold On, Don't Let Go! |
| 作品 2 號 | 《魏妮寫詩》 - 發行日期：2022年7月8日 - 唱片公司：相信音樂                          | 1. 為你寫詩 2. 傻呼呼 |
| 作品 3 號 | 《溫式花朵》 - 發行日期：2023年4月29日全數上架 - 唱片公司：火氣音樂                 | 1. 不想努力 2. 只是普通人 3. 哭吧 |
| 作品 4 號 | 《BOOM!怪物星人》 - 發行日期：2023年10月13日全數上架 - 唱片公司：相信音樂           | 1. BOOM!怪物星人 2. You'll Be There你會在 3. InstaGirl讓自己成為自己 4. Still Love You依然愛著 5. Beautiful day 6. 是不是又欠揍了(I'm Your Queen) 7. SHA LA LA蝦啦啦 8. 人生就是一場遊戲 9. 年輕是一種罪 10. ReBorn重生 |
| 作品 5 號 | 《還記得那天 怪星週年誌#01》 - 發行日期：2024年9月13日全數上架 - 唱片公司：相信音樂 | 1. DASH!! 2. 我不知道你知不知道我知不知道你 3. 拜託別旋轉我 4. Still Love You依然愛著 5. 拍謝啦(怪女孩超派版) 6. BOOM!怪物星人                                                                                          |

### 團體作品

#### 數位專輯
- 木曜四超玩

|     | 發行日期      | 專輯名稱                              | 參與歌曲名稱            | 歌手           | 備註                       |
| --- | ------------- | ------------------------------------- | ----------------------- | -------------- | -------------------------- |
| 1st | 2021年2月11日 | 木曜跨界演唱會-Rising （數位專輯）    | 木曜4超玩（同名主題曲） | 木曜4超玩      | 全數主持人及阿達共同演唱   |
| 1st | 2021年2月11日 | 木曜跨界演唱會-Rising （數位專輯）    | 免睡殿                  | 溫妮、呂士軒   |                            |
| 1st | 2021年2月11日 | 木曜跨界演唱會-Rising （數位專輯）    | Bring you to life       | 木曜4超玩      | 全數主持人及黃明志共同演唱 |
| 2st | 2022年4月1日  | 木曜跨界演唱會-Awakening （數位專輯） | 揹                      | 溫妮、老王樂隊 |                            |

#### 合作單曲
| 發行日期      | 參與歌曲名稱    | 歌手                           |
| ------------- | --------------- | ------------------------------ |
| 2020年9月11日 | 朗朗傷口        | 溫妮 Feat.怕胖團               |
| 2021年2月11日 | 免睡殿          | 溫妮 Feat.呂士軒               |
| 2022年4月1日  | 揹              | 溫妮 Feat.老王樂隊             |
| 2022年5月20日 | 派對            | 溫妮 Feat.李晉瑋               |
| 2022年7月8日  | 為你寫詩cover   | 溫妮 Feat.魏嘉瑩               |
| 2022年7月8日  | 傻呼呼          | 溫妮 Feat.魏嘉瑩               |
| 2022年9月2日  | 愛要坦蕩蕩cover | 溫妮 Feat.魏嘉瑩、閻奕格、琳誼 |
| 2023年2月27日 | 胖起來          | 溫妮 Feat.芒果醬               |

## 演出經歷

### 演唱會
| 時間   | 名稱                                                        | 地點                           | 演唱會來賓                                       |
| ------ | ----------------------------------------------------------- | ------------------------------ | ------------------------------------------------ |
| 2017年 | 溫妮個人生日音樂會                                          |                                |                                                  |
| 2018年 | 溫妮個人生日音樂會                                          |                                | 演唱會來賓: 泱泱                                 |
| 2019年 | 連續兩場的溫妮個人生日音樂會                                |                                | 演唱會來賓: 邰哥、謝坤達、泱泱、林柏昇           |
| 2020年 | 溫妮線上生日音樂會                                          |                                |                                                  |
| 2020年 | 木曜跨界演唱會-Rising                                       | 國立臺灣大學綜合體育館         | 合作歌手: 怕胖團閃亮、呂士軒，演唱會來賓: 黃明志 |
| 2021年 | 溫妮專輯《問題少女Wonder Girl》發布記者會                   |                                | 來賓: 呂士軒                                     |
| 2021年 | 溫妮首張專輯《問題少女Wonder Girl》同名線上音樂會           |                                |                                                  |
| 2021年 | 木曜跨界演唱會-Awaking                                      | 台北流行音樂中心會員專場       | 合作歌手: 老王樂隊，演唱會來賓: 周渝民           |
| 2021年 | 木曜跨界演唱會-Awaking                                      | 台北流行音樂中心全民同樂場     | 合作歌手: 老王樂隊，演唱會來賓: 炎亞綸           |
| 2022年 | 溫妮與魏嘉瑩組成的限定組合《魏妮寫詩》唯一慶功簽唱會        | 西門町聯合醫院廣場             | 主持人: 美麗本人                                 |
| 2022年 | 溫妮個人專場《WINNIBAO》生日演唱會                          | 台北華山Legacy                 | 演唱會嘉賓: 魏嘉瑩、呂士軒                       |
| 2022年 | 溫妮個人專場《WINNIBAO》生日演唱會                          | 台中Legacy                     | 演唱會嘉賓: 魏嘉瑩、老王樂隊、怕胖團閃亮         |
| 2023年 | 溫妮與樂團芒果醬合作專場《溫的芒果堡演唱會》                | 台北華山Legacy                 |                                                  |
| 2023年 | 溫妮個人專場《溫飾花朵》巡迴演唱會台中場                    | 台中玩具島小劇場               |                                                  |
| 2023年 | 溫妮個人專場《溫飾花朵》巡迴演唱會高雄場                    | 高雄駁二藝術特區LIVE WAREHOUSE |                                                  |
| 2023年 | 溫妮個人專場《溫飾花朵》巡迴演唱會台北巡迴最終場            | 台北後台 Backstage Cafe'       | 演唱會嘉賓: 魏嘉瑩                               |
| 2023年 | 溫妮《WinniBao》生日演唱會                                  | 台北三創Clapper Studio         | 演唱會嘉賓:蔡哥、陳勢安                          |
| 2023年 | BOOM!怪物星人首場專場《Still love you依然愛著》演唱會台北場 | 台北華山Legacy                 |                                                  |
| 2024年 | BOOM!怪物星人《Still love you依然愛著》音樂祭台中場         | 台中廣三SOGO                   | 音樂祭驚喜嘉賓:丁噹                              |
| 2024年 | BOOM!怪物星人專場《Still love you依然愛著》巡迴演唱會高雄場 | 高雄後台Backstage live         |                                                  |
| 2024年 | BOOM!怪物星人巡迴《街頭音樂祭》簽唱會高雄場                 | 高雄世大運半月池               |                                                  |
| 2024年 | BOOM!怪物星人巡迴《街頭音樂祭》簽唱會台北場                 | 台北華山Legacy大草原           | 音樂祭驚喜嘉賓:黃霆睿、重量級驚喜嘉賓:五月天阿信 |
| 2024年 | BOOM!怪物星人巡迴《街頭音樂祭》簽唱會香港場                 | 香港奧海城                     | 音樂祭重量級驚喜嘉賓:五月天阿信                  |
| 2024年 | BOOM!怪物星人巡迴《街頭音樂祭》握手會台北場                 | 台北西門町                     | 音樂祭驚喜嘉賓:黃霆睿                            |
| 2024年 | BOOM!怪物星人《mini街頭音樂祭》北京場                       | Stayreal Park純真公園          |                                                  |
| 2024年 | BOOM!怪物星人巡迴《街頭音樂祭》握手會新北場                 | 新店裕隆城                     | 音樂祭驚喜嘉賓:黃霆睿                            |
| 2024年 | BOOM!怪物星人巡迴《街頭音樂祭》握手會高雄場                 | 高雄漢神巨蛋                   |                                                  |
| 2024年 | BOOM!怪物星人《mini街頭音樂祭》深圳場                       | 深圳壹方城                     |                                                  |
| 2024年 | BOOM!怪物星人巡迴《街頭音樂祭》握手會新北場                 | 新北大遠百                     | 音樂祭驚喜嘉賓:黃霆睿                            |
| 2024年 | BOOM!怪物星人《mini街頭音樂祭》太原場                       | 太原萬象城                     |                                                  |
| 2024年 | BOOM!怪物星人巡迴《街頭音樂祭》握手會台南場                 | 台南三井outlet                 | 音樂祭驚喜嘉賓:黃霆睿                            |
| 2024年 | BOOM!怪物星人巡迴《街頭音樂祭》握手會台北場                 | 台北信義香堤大道               | 音樂祭驚喜嘉賓:黃霆睿、瑋瑋                      |
| 2024年 | BOOM!怪物星人巡迴《街頭音樂祭》握手會台中場                 | 台中大魯閣新時代購物中心       |                                                  |
| 2024年 | BOOM!怪物星人《mini街頭音樂祭》武漢場                       | 武漢萬象城3號門以太廣場        |                                                  |
| 2024年 | BOOM!怪物星人《BOOM!怪星週年誌-還記得那天》簽唱會台北場     | 台北信義香堤大道               | 音樂祭驚喜嘉賓:陳零九、黃霆睿、瑋瑋              |
| 2024年 | 溫妮個人專場《Reset》生日演唱會                             | 台北後台 Backstage Cafe'       |                                                  |

## 爭議事件
2014年6月8日與魏如昀受「高手娛樂網站」廠商邀請製作「追逐夢想週記」之專題，因遭人目擊從非正規路線回到賽道上、同時網友依沿路之攝影師相片時間，舉證溫妮與魏的移動時間不合常理並提出其他諸多疑點，而在路跑愛好者間引起爭議。當時東森新聞於報導中曾找來監視器廠商比對路跑錄影畫面，指出溫妮於高手娛樂的經紀人黃星瀚表態與實情的出入。對此事件溫妮與魏皆受公關公司指示已於Facebook上道歉。
2021年11月1日 10月剛發行個人迷你專輯，原本預計要接受城市廣播網直播節目「明星 In House」訪問，節目中，主持人DJ彼得突然表示「溫妮沒有任何訊息，也聯絡不到人」，通告臨時被迫取消，由主持人獨自和聽眾互動近1小時。事後溫妮在主持人DJ彼得臉書道歉：「非常抱歉！（90度鞠躬）今天行程時間控管失誤，來不及趕到直播，造成您與城市電台、以及廣大聽眾期待落空非常抱歉！」，主持人回應：「沒關係，下次還是歡迎妳來節目當中聊聊天喔」。溫妮工作人員補充更新：「本次事件完全因我方工作團隊疏失所造成，並非溫妮本身，通告當下藝人正在其他工作中，但通告時間未妥善安排屬實，造成大家困擾再次表達歉意」。
 （页面存档备份，存于）
 （页面存档备份，存于）

## 外部連結
- 黃于恩 溫妮的Facebook專頁
- 黃于恩的Instagram帳戶
- YouTube上的WINNI溫妮頻道
- YouTube上的溫妮WINNI頻道